# Chionaema tricolor
Chionaema tricolor är en fjärilsart som beskrevs av Swinhoe 1892. Chionaema tricolor ingår i släktet Chionaema och familjen björnspinnare. Inga underarter finns listade i Catalogue of Life.